# 豊田村 (山形県西置賜郡)
豊田村（とよだむら）は山形県西置賜郡にあった村。現在の長井市南端にあたる。

## 地理
- 山：河井山、今泉山
- 河川：最上川、白川

## 歴史
- 1889年（明治22年）4月1日 - 町村制の施行により、泉村、時庭村、東置賜郡今泉村、歌丸村、河井村の区域をもって発足。
- 1954年（昭和29年）11月15日 - 長井町・長井村・平野村・西根村・伊佐沢村と合併して長井市が発足。同日豊田村廃止。

## 交通

### 鉄道路線
- 日本国有鉄道
  - 米坂線
    - 今泉駅

  - 長井線（現・山形鉄道フラワー長井線）
    - 今泉駅 - 時庭駅

### 道路
- 小国街道（二級国道 国道113号 新潟山形線 → 現・一般国道 国道113号）
- 長井街道（現・一般国道 国道287号）